# Цветко Црњак
Цветко Црњак (Мосоровићи, код Калиновика, 20. јул 1906 — Београд, 27. април 1944) био је полицијски агент квислиншке Специјалне полиције током Другог светског рата и сарадник Народноослободилачког (партизанског) покрета.

## Биографија
Рођен је 2. јула 1906. у селу Мосоровићи, код Калиновика. Његови родитељи су били Јово и Стана, рођена Елез. Његов отац је неколико година боравио у Америци, а у Босну се вратио пре Првог светског рата. Због веза са Младом Босном и учешћа у завери против престолонаследника Франца Фердинанда стрељан је 1914. од аустроугарских власти. Оставши без оца Цветко је боравио код деде, где је завршио основну школе. Како није имао могућности за даље школовање, запослио се као шумарски радник и радио све до поласка у војску 1928. године. Војни рок у Југословенској војци служио је од априла 1928. до јануара 1929. у 54. пешадијском пуку у Мостару. Након војске је отишао у Београд, где се јула 1929. запослио у жандармерији. До августа 1930. налазио се на служби у Другој жандармеријској чети Београдског жандармеријског батаљона. Након што је отпуштен из жандармерије, децембра 1930. примљен је у службу Државне полицијске страже при Управи града Београда и распоређен на дужност у Представништво градске полиције у Панчеву.
Фебруара 1931. пребачен је у Земун у Централну полицијску школу, где је похађао курс полицијских стражара-приправника, после чега је распоређен је на службу у Представништво градске полиције у Земуну. Овде је остао до децембра 1935. када је распоређен у полицијску стражу при Управи града Београда, а марта 1939. је распоређен на дужност Представништво градске полиције у Панчеву, где је остао до априла 1940, када је преведен за полицијског агента и премештен у Управу града Београда. Због своје бунтовне природе, неколико пута је био отпуштан из службе (априла 1935, децембра 1938), али је поново враћан назад.
Средином 1930-их, док је као радио као затворски жандарм-кључар, Црњак је често разговарао са ухапшеним комунистима. Посебно снажан утисак на њега оставио је београдски адвокат Бора Продановић, син политичара Јаше Продановића. Након његовог изласка из притвора, наставио је да се виђа са Продановићем и долазио код њега кући, где су разговарали и где је узимао разне књиге на читање. Касније се повезао са члановима Комунистичке партије из Земуна и на њихов наговор, после окупације Југославије 1941. прихватио службу у Специјалној полицији Управе града Београда. Радио је као полицијски агент друге класе, а касније је био премештен на рад у Паробродарски полицијски комесаријат Управе града Београда. Налазио се на пристаништу на Сави, где су саобраћали бродови између Земуна и Београда, које је тада било граничнни прелаз између окупиране Србије и усташке Независне Државе Хрватске.
Везу са Црњаком одржавао је Јанко Лисјак, секретар Месног комитета КПЈ за Земун, а касније секретар Месног комитета КПЈ за Београд. Лисјак га је 1942. примио у чланство Комунистичке партије Југославије (КПЈ). Након његовог хапшења, јануара 1943, везу са Црњаком преузео је Василије Буха, члан Покрајинског комитета КПЈ за Србију. За Народноослободилачки покрет (НОП) обављао је разне обавештајне задатке, посебно док је радио на пристанушту, када је помагао око несметаног пролаза специјалних курира. Један од његових последњих задатака било је да безбедно испрати Благоја Нешковића, секретара Покрајинског комитета КПЈ за Србију, на путу од Београда до Лесковца, септембра 1943, када је Нешковић напустио окупирани Београд и отишао на ослобођену територију.
У провали у београдску партијску организацију, Специјална полиција је почетком октобра 1943. успела да ухапси Василија Буху и Веру Милетић, секретара Месног комитета КПЈ за Београд. У току ислеживања у полицији Буха и Милетићева нису издржали психо-физичку тортуру и одали су многе партијске везе у Београду и Србији. Како је приликом претреса стана у коме су ухапшени, пронађено неколико докумената из Специјалне полиције, полицијски агнети су схватили да имају издајника у својим редовима и захтевали су од њих да га одају. Милетићева је тада открила Јанка Јанковића, шефа картотеке Специјалне полиције, кога је држала на вези, док је Буха открио Цветка Црњака и Душана Јовановића Жућу, које је он држао на вези.
Црњак је ухапшен приликом повратка у Београд из Земуна, 13. октобра 1943. године. У затвору Специјалне полиције у Ђушиној улици био је мучен од бивших колега, којима је признао једино оно што су већ сазнали од Бухе. Након вишенедељне истраге, у његов досије уписани су следећи подаци:
Повезан са комунистичким покретом од јесени прошле године. Као такав чинио комунистима разне услуге: набављао им пропуснице за Земун, оружје и муницију, скривао у свом стану високе функционере. Прошле зиме био је у вези са ухапшеним комунистом Лисјак Јанком по чијем наговору је требало да унесе паклену машину у Управу града, односно у просторије IV отсека. У последње време био је повезан са једним ухапшеним чланом ПК КПЈ за Србију, који га је и кандидовао за члана Партије.
Специјална полиција је 18. децембра 1943. Црњака и Јанковића, на захтев пуковника Емануела Шефера, предала Гестапоу, ради даље истраге. Иако су се познавали као полицијски службеници, међусобно нису знали да су сарадници Народноослободилачког покрета, а то су схватили тек када су се заједно нашли у аутомобилу који их је пребцивао у затвор Гестапоа, који се налазио у згради некадашњег затвора београдског Окружног суда (на месту зграде Дома синдиката). Како је овај затвор био оштећен у савезничком бомбардовању Београда 16. априла 1944, они су сутрадан, са групом затвореника, пребачени у логор Бањица. По доласку у логор, обојицу је лично мучио управник логора Светозар Вујковић.
Стрељан је 27. априла 1944. на Централном гробљу у Београду, од стране припадника Српске државне страже. Заједно са њим стрељани су полицијски службеници Јанко Јанковић (1906—1944) и Душан Јовановић Жућа (1923—1944). Како је Јовановић раније припадао комунистичком покрету, али је након хапшења постао издајник, Црњак и Јанковић су приликом стрељања одбили да буду везани заједно са њим.